# 1078. grenadirski polk (Wehrmacht)
1078. grenadirski polk (izvirno nemško 1078. Grenadier-Regiment; kratica 1078. GR) je bil pehotni polk Heera v času druge svetovne vojne.

## Zgodovina
Polk je bil ustanovljen 8. julija 1944 kot sestavni del 542. grenadirske divizije.